# Lincoln Rhyme
Lincoln Henry Rhyme – postać fikcyjna, były policjant, główny bohater książek autorstwa amerykańskiego powieściopisarza Jeffery’ego Deavera.

## Opis postaci
W przeszłości Rhyme był błyskotliwym kryminalistykiem, pracował w Wydziale Zabójstw. Później kierował, stworzonym przez siebie Wydziałem Badania i Zasobów w nowojorskiej policji. Poza szkołą policyjną, uzyskał jeszcze dyplomy z chemii i historii. Karierę genialnego detektywa przerwał tragiczny wypadek, kiedy to podczas badania miejsca zbrodni, na Rhyme’a spadła belka i uszkodziła mu czwarty kręg szyjny. Odtąd, cierpiący na tetraplegię, Lincoln został przykuty do łóżka. Mógł jedynie poruszać głową, ramionami i palcem serdecznym lewej ręki. Wówczas został policyjnym konsultantem i wraz ze swoją partnerką Amelią Sachs, zajął się rozwiązywaniem zagadek tajemniczych morderstw.
Często korzysta z pomocy swoich byłych współpracowników: detektywa Lorenza „Lona” Sellitto czy technika, Mela Coopera, a także swojego opiekuna, Thoma Restona.

## Życie prywatne
Po wypadku rozwiódł się ze swoją żoną, Blaine. Później związał się z Amelią. Mieszka w domu w Central Parku.

## Książki z Lincolnem Rhyme’em
- Kolekcjoner kości (The Bone Collector, 1997)
- Tańczący trumniarz (The Coffin Dancer, 1998)
- Puste krzesło (The Empty Chair, 2000)
- Kamienna małpa (The Stone Monkey, 2002)
- Mag (The Vanished Man, 2003)
- Dwunasta karta (The Twelfth Card, 2005)
- Zegarmistrz (The Cold Moon, 2006)
- Rozbite okno (The Broken Window, 2008)
- Pod napięciem (The Burning Wire, 2010)
- Pokój straceń (The Kill Room, 2013)
- Kolekcjoner skór (The Skin Collector, 2014)

## Ekranizacja
Postać Lincolna Rhyme’a została zekranizowana w filmie Kolekcjoner kości (1999), na podstawie książki o tym samym tytule. Rolę detektywa odegrał Denzel Washington, natomiast rolę Amelii – Angelina Jolie.